# 三桂PLUS
三桂PLUS（さんけいプラス）は、芸能事務所三桂が運営する、キャスター・アナウンサーの若手セクション。2016年12月に東京都港区に設立。

## 概要
フリーアナウンサーやキャスター、気象予報士が所属する芸能事務所三桂の一セクションとして新設された。主に若手のキャスターを採用している。三桂所属の現役キャスターである橋谷能理子が校長を務める実践的なスキル習得を目的としたスクール、Sankei Media Academy（SMA）を併設しており、可能性のある若手やスカウトした人材の育成にも力を入れている。スクールではアナウンスの基礎、ニュースの読み方やナレーション、現場レポート、インタビューなど応用力が必要な技術等、即戦力として活躍する人材を育てるカリキュラムとなっており、修了者の中で可能性のある人材を所属させている。第一号はSankei Media Academyを修了した神田れいみが所属している。

## 講師
- 専任講師
  - 校長：橋谷能理子
  - 講師：根本美緒
  - 講師：松尾英里子
- 特別講師
  - 谷口真由美
  - 大崎麻子
  - 中西哲生
  - 池田健三郎
  - 北野大

## 所属タレント
2020年2月現在
- 神田れいみ
- 中西萌
- 松村澪

## カリキュラム
- アナウンサー・キャスター養成講座